# 福斯特鎮區 (伊利諾伊州馬里昂縣)
福斯特鎮區（英語：Foster Township）是位於美國伊利諾伊州馬里昂縣的一個行政鎮區。

## 地方資料
根據2010年美國人口普查的數據，福斯特鎮區的面積為92.10平方千米，當中陸地面積為92.00平方千米，而水域面積為0.10平方千米。當地共有人口371人，而人口密度為每平方千米4.03人。